# Savolax tartomány
Savolax (finnül: Savo) Svédország-Finnország egyik történelmi tartománya. Szomszédai: Nyland, Tavastland, Österbotten és Karelen tartományok.

## Tartomány
Savolax tartomány a mai Kelet-Finnország tartomány határain belül helyezkedik el.

## Története
A tartomány, amely Svédország egy része volt a 12. századtól kezdve, 1809 után Oroszország részeként létezett. A tartománynak ma már nincs adminisztratív jelentősége, de történelmi örökségként él tovább mindkét ország számára.

## Címer
A címert 1560-ban, I. Vasa Gusztáv temetésekor kapta. A címeren grófi korona található, de ugyanez a korona-szimbólum Svédországban bárói koronát jelképez.